# Dylan e Cole Sprouse
Dylan Thomas Sprouse e Cole Mitchell Sprouse (Arezzo, 4 agosto 1992) sono una coppia di attori statunitensi gemelli.
Dylan e Cole sono famosi per avere interpretato, rispettivamente, i protagonisti Zack e Cody nelle serie Disney Channel Zack e Cody al Grand Hotel e Zack e Cody sul ponte di comando. Cole è inoltre noto per aver partecipato alla sitcom Friends, nel ruolo del piccolo Ben Geller, e alla serie Riverdale, nel ruolo del protagonista Jughead Jones. Dylan, invece, è più conosciuto per il ruolo di Travor nel film After 2. Essendo gemelli, da bambini i due hanno spesso condiviso i loro ruoli, per via delle leggi sul lavoro minorile in California che limitano la quantità di tempo in cui i bambini possono essere filmati in un giorno; scegliere due gemelli per un unico ruolo dà quindi più tempo ad un personaggio per essere filmato.

## Biografia
I fratelli Sprouse sono nati in Italia, alla Clinica Tanganelli di Arezzo. I loro genitori, Matthew Sprouse e Melanie Wright, insegnavano lingua inglese in Toscana. Dylan è nato 15 minuti prima di Cole e ha ereditato il suo nome dal poeta Dylan Thomas, mentre Cole prende il nome dal cantante jazz e pianista Nat King Cole.

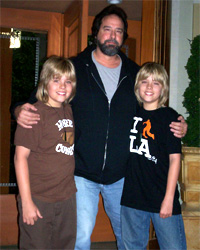
Dylan (sinistra) e Cole (destra) nel 2007 con il loro maestro di recitazione, Gary Spatz

 Sei mesi dopo la nascita dei due gemelli, i coniugi Sprouse (poi divorziati nel 1997) tornarono a Long Beach, in California.

### Carriera
Gli Sprouse sono comparsi per la prima volta in televisione all'età di sei mesi su suggerimento dalla loro nonna, Jonine Booth Wright, insegnante di teatro e attrice. La loro prima apparizione fu in una pubblicità di pannolini; a quanto pare furono scelti perché erano gli unici bambini nella stanza a non piangere. All'età di otto mesi, i due hanno iniziato a recitare nel ruolo di un unico personaggio, Patrick Kelly, nella serie trasmessa sull'ABC dal 1993 al 1998, Grace Under Fire.
Nel 1999 apparvero nel loro primo lungometraggio di rilievo, Big Daddy - Un papà speciale, di e con Adam Sandler, nel quale recitarono entrambi nel ruolo del bambino protagonista Julian. Anche se il film ha ricevuto recensioni contrastanti, i due sono stati nominati per premi multipli. Lo stesso anno, Cole collaborò con Sandler alla seconda versione di The Chanukah Song. I gemelli ebbero anche un ruolo minore nel thriller The Astronaut's Wife - La moglie dell'astronauta. Nel corso degli anni 2000, apparvero in episodi di The Nightmare Room, That '70s Show e nei film Il maestro cambiafaccia e Otto notti di follie. Nel 2001, Cole recitò in diversi episodi del programma televisivo Friends, nel ruolo di Ben Geller, figlio del protagonista Ross Geller.
Nel 2002 e nel 2003 sono apparsi entrambi nei film Mamma non baciare Babbo Natale e I gemelli del goal. Hanno poi recitato nel ruolo di un unico personaggio, Jeremiah, nel film Ingannevole è il cuore più di ogni cosa, diretto da Asia Argento. Harvey Karten ha commentato la loro prestazione in questo film, affermando che «la loro recitazione è stata superlativa», mentre Tamara Straus del San Francisco Chronicle ha aggiunto che «è stata solo la loro grazia a salvare il film».
I fratelli divennero poi i protagonisti della serie televisiva Disney Channel Zack e Cody al Grand Hotel, dove interpretano i gemelli Zack e Cody Martin. La serie, che debuttò in America nel marzo 2005, ha ottenuto grandi indici di ascolto e i gemelli hanno raggiunto grande notorietà presso il pubblico adolescente, anche grazie al sequel intitolato Zack e Cody sul ponte di comando, andato in onda dal 2009 al 2011.
I fratelli sono i membri numero undici del gruppo Disney Channel Circle of Stars, e hanno cantato la canzone A Dream Is a Wish Your Heart Makes insieme alle altre star per un video, distribuito come materiale bonus nella speciale versione di Cenerentola. Hanno anche partecipato alle edizioni dal 2006 al 2008 del Disney Channel Games.
Nel 2007 hanno recitato nel film Il principe e il povero, nel 2008 nel film Adventures in Appletown. Sempre nel 2008, sono comparsi in un episodio della sitcom La vita secondo Jim, nei panni di loro stessi. Nell'aprile del 2009 sono apparsi sulla copertina di People, in un'edizione speciale di 80 pagine dedicata a Zack e Cody al Grand Hotel. Lo stesso anno sono diventati il nuovo volto di yogurt per bambini, Danimals, prodotti da Danone. Nel 2010 hanno firmato un contratto con Nintendo.
Nel 2010 sono stati entrambi accettati alla New York University, e hanno iniziato a frequentarla nel 2011. Dylan voleva inizialmente laurearsi in belle arti ed economia, mentre Cole in produzione cinematografica e arte drammatica. Successivamente, però, si sono iscritti alla Gallatin School of Individualized Study, dove Cole ha focalizzato i suoi studi in discipline umanistiche ed archeologia, mentre Dylan si è concentrando sul design di videogiochi. Si sono laureati insieme nel maggio 2015. 
Dal 2016 al 2023, Cole è impegnato nella serie Riverdale, il cui episodio pilota è andato in onda a gennaio 2017. Nel 2019 è stato protagonista del film drammatico A un metro da te, nel ruolo di Will Newman, un giovane ragazzo affetto da fibrosi cistica. Nel 2022 ha rivestito il ruolo da protagonista nel film Sognando Marte.
Anche Dylan è tornato sugli schermi nel 2017, recitando nel film thriller Dismissed nei panni del protagonista Lucas Ward. Nello stesso anno ha girato un cortometraggio, Carte Blanche, ed è stato scelto per il film Banana Split nel ruolo di Nick. L'anno seguente entra a far parte del cortometraggio Daddy nei panni di Paul, e del film cinese Turandot nel ruolo di Calaf. Nel 2019, è stato scelto per il ruolo di Trevor in After 2, sequel del noto film After. Nel maggio 2020, è stato annunciato che la rivista Heavy Metal e il DiGa Studios avrebbero pubblicato il primo fumetto scritto da Dylan, intitolato Sun Eater. Nel 2021, ha recitato nel film thriller Tyger Tyger, nel ruolo di Luke. Nel 2022, ha lavorato nei panni di Jake nel film My Fake Boyfriend - Il mio finto ragazzo. Nel 2023 ha interpretato il protagonista Travis Maddox nel film Uno splendido disastro.

### MarchioSprouse Bros
Nel 2005, i due hanno firmato un accordo di licenza con Dualstar Entertainment per una linea di produzione marchiata Sprouse Bros, indirizzata al mercato preadolescenziale e adolescenziale. Il marchio include una linea di abbigliamento, una di abbigliamento sportivo, una serie a fumetti, una rivista, una linea per l'igiene personale.
Nel 2006, Dualstar e Leisure Publishing LLC hanno lanciato la rivista per teenager Sprouse Bros. Code. Nel 2007, Simon & Schuster Inc. ha pubblicato due volumi di una serie di libri intitolata Sprouse Bros. 47 Ronin, in cui i gemelli si immedesimano in giovani James Bond. La serie ha continuato fino al 2008. Le linee di abbigliamento sono state vendute esclusivamente on-line fino a metà marzo 2012.

## Vita privata

### Relazioni
Dal 2018, Dylan ha una relazione con la modella di Victoria's Secret, Barbara Palvin. I due si sono sposati nel luglio 2023, in Ungheria. La coppia vive a New York.
Dal 2017 al 2020, Cole è stato fidanzato con Lili Reinhart, conosciuta sul set di Riverdale. Dal 2021 ha una relazione con la modella Ari Fournier.

### Attivismo
Sono entrambi attivi nella Koyamada Foundation, un'associazione giapponese di volontariato fondata da Shin Koyamada che promuove lo scambio interculturale tra giovani di nazioni diverse.
Il 31 maggio 2020 Cole è stato arrestato mentre partecipava ad una manifestazione contro il razzismo, organizzata in America dopo la morte di George Floyd, ma è stato rilasciato subito dopo.

## Filmografia

### Dylan Sprouse

#### Cinema
- Big Daddy - Un papà speciale (Big Daddy), regia di Dennis Dugan (1999)
- The Astronaut's Wife - La moglie dell'astronauta (The Astronaut's Wife), regia di Rand Ravich (1999)
- Diario di un'ossessione intima (Diary of a Sex Addict), regia di Joseph Brutsman (2001)
- I Saw Mommy Kissing Santa Claus, regia di John Shepphird (2001)
- Otto notti di follie (Eight Crazy Nights), regia di Seth Kearsley (2002) - voce
- Il maestro cambiafaccia (The Master of Disguise), regia di Perry Andeline Blake (2002)
- I gemelli del goal (Just for Kicks), regia di Sydney J. Bartholomew Jr. (2003)
- Ingannevole è il cuore più di ogni cosa (The Heart Is Deceitful Above All Things), regia di Asia Argento (2004)
- Holidaze: The Christmas That Almost Didn't Happen, regia di David H. Brooks (2006)
- Il principe e il povero (A Modern Twain Story: The Prince and the Pauper), regia di James Quattrochi (2007)
- Supercuccioli sulla neve (Snow Buddies), regia di Robert Vince (2008) - voce
- Adventures in Appletown, regia di Robert Moresco (2009)
- Kung Fu Magoo, regia di Andrés Couturier (2010) - voce
- Dismissed, regia di Benjamin Arfmann (2017)
- That High and Lonesome Sound, corto (2017)
- Improbabili amiche (Banana Split), regia di Benjamin Kasulke (2018)
- Carte Blanche, regia di Eva Dolezalova (2018)
- Daddy, regia di Christian Coppola (2018)
- Turandot, regia di Xiaolong Zheng (2019)
- After 2 (After We Collided), regia di Roger Kumble (2020)
- Tyger Tyger, regia di Kerry Mondragon (2021)
- Il mio finto ragazzo (My Fake Boyfriend), regia di Rose Troche (2022)
- Uno splendido disastro (Beautiful Disaster) (2023)

#### Televisione
- Grace Under Fire - serie TV, 107 episodi (1993-1998)
- MADtv (MadTV) - serie TV, episodi 3x22, 4x01 (1998)
- That '70s Show - serie TV, episodio 4x02 (2001)
- The Nightmare Room - serie TV, episodio 1x02 (2001)
- Zack e Cody al Grand Hotel (The Suite Life of Zack & Cody) - serie TV, 87 episodi (2005-2008)
- A scuola con l'imperatore (The Emperor's New School) - serie TV, episodio 1x13 (2006) - voce
- Raven (That's So Raven) - serie TV, episodio 4x11 (2006)
- La vita secondo Jim (According to Jim) - serie TV, episodio 7x13 (2008)
- Zack e Cody sul ponte di comando (The Suite Life on Deck) - serie TV, 71 episodi (2008-2011)
- Hannah Montana - serie TV, episodio 3x20 (2009)
- I maghi di Waverly (Wizards of Waverly Place) - serie TV, episodio 2x25 (2009)
- I'm in the Band - serie TV, episodio 1x22 (2010)
- Zack & Cody - Il film (The Suite Life Movie), regia di Sean McNamara - film TV (2011)

### Cole Sprouse

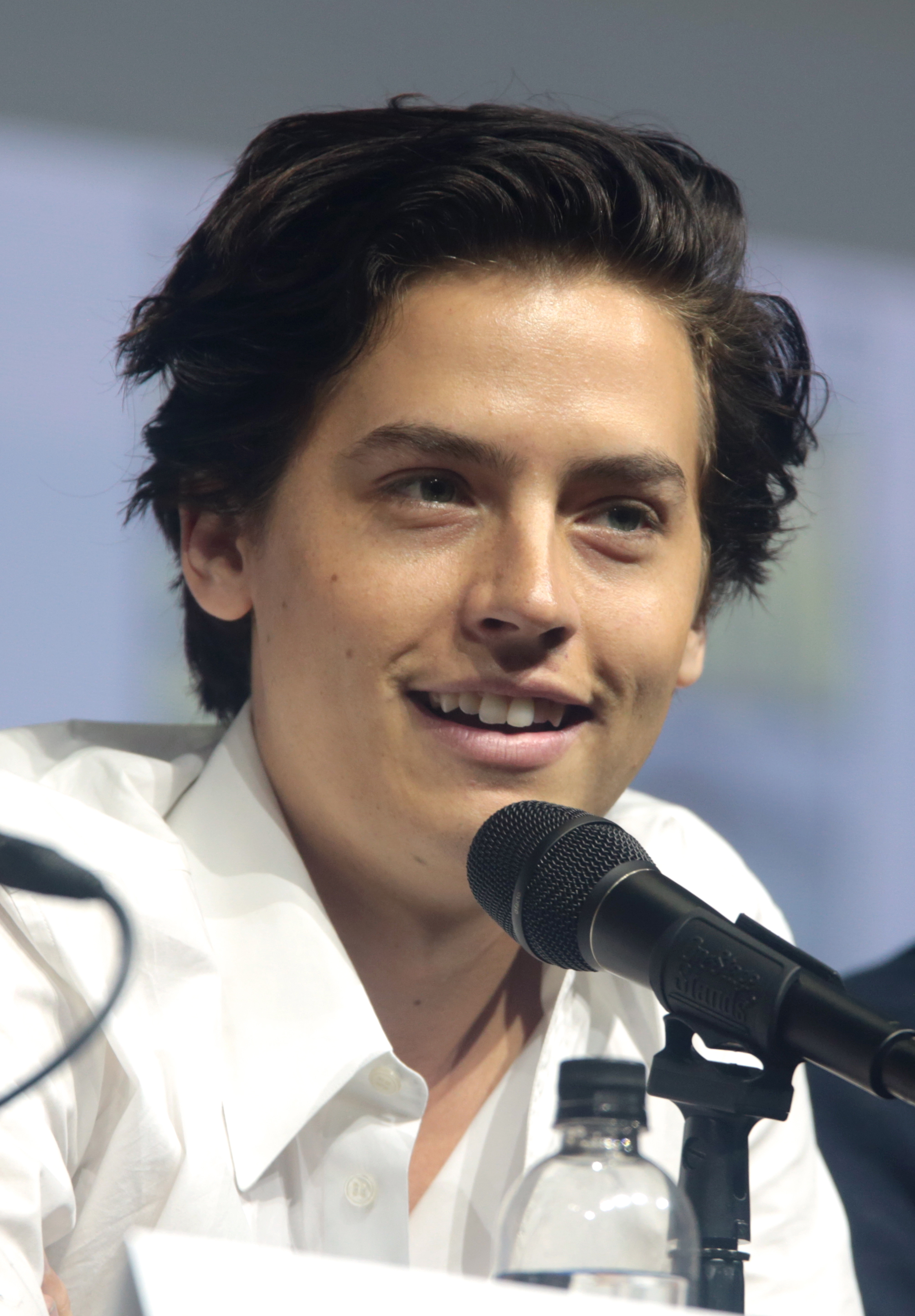
Cole Sprouse nel 2018

#### Cinema
- Big Daddy - Un papà speciale (Big Daddy), regia di Dennis Dugan (1999)
- The Astronaut's Wife - La moglie dell'astronauta (The Astronaut's Wife), regia di Rand Ravich (1999)
- Diario di un'ossessione intima (Diary of a Sex Addict), regia di Joseph Brutsman (2001)
- I Saw Mommy Kissing Santa Claus, regia di John Shepphird (2001)
- Otto notti di follie (Eight Crazy Nights), regia di Seth Kearsley (2002) - voce
- Il maestro cambiafaccia (The Master of Disguise), regia di Perry Andeline Blake (2002)
- I gemelli del goal (Just for Kicks), regia di Sydney J. Bartholomew Jr. (2003)
- Ingannevole è il cuore più di ogni cosa (The Heart Is Deceitful Above All Things), regia di Asia Argento (2004)
- Holidaze: The Christmas That Almost Didn't Happen, regia di David H. Brooks (2006)
- Il principe e il povero (A Modern Twain Story: The Prince and the Pauper), regia di James Quattrochi (2007)
- Adventures in Appletown, regia di Robert Moresco (2009)
- Kung Fu Magoo, regia di Andrés Couturier (2010) - voce
- A un metro da te (Five Feet Apart), regia di Justin Baldoni (2019)
- Sognando Marte (Moonshot), regia di Christopher Winterbauer (2022)

#### Televisione
- Grace Under Fire - serie TV, 107 episodi (1993-1998)
- MADtv (MadTV) - serie TV, episodi 3x22, 4x01 (1998)
- Friends - serie TV, 7 episodi (2000-2002)
- That '70s Show - serie TV, episodio 4x02 (2001)
- The Nightmare Room - serie TV, episodio 1x02 (2001)
- Zack e Cody al Grand Hotel (The Suite Life of Zack & Cody) - serie TV, 87 episodi (2005-2008)
- A scuola con l'imperatore (The Emperor's New School) - serie TV, episodio 1x13 (2006) - voce
- Raven (That's So Raven) - serie TV, episodio 4x11 (2006)
- La vita secondo Jim (According to Jim) - serie TV, episodio 7x13 (2008)
- Zack e Cody sul ponte di comando (The Suite Life on Deck) - serie TV, 71 episodi (2008-2011)
- Hannah Montana - serie TV, episodio 3x20 (2009)
- I maghi di Waverly (Wizards of Waverly Place) - serie TV, episodio 2x25 (2009)
- I'm in the Band - serie TV, episodio 1x22 (2010)
- Zack & Cody - Il film (The Suite Life Movie), regia di Sean McNamara - film TV (2011)
- Riverdale - serie TV, 76 episodi

## Discografia
- 2005 - A Dream Is a Wish Your Heart Makes, in DisneyMania 4
- 2008 - A Dream Is a Wish Your Heart Makes, in Princess DisneyMania

## Riconoscimenti
| Anno | Premio                              | Film / Serie TV                  | Categoria                                                                    | Cole        | Dylan           |
| ---- | ----------------------------------- | -------------------------------- | ---------------------------------------------------------------------------- | ----------- | --------------- |
| 1999 | YoungStar Awards                    | Big Daddy - Un papà speciale     | "Migliore prestazione di un giovane attore in un film comico"                | Candidato/a | Candidato/a     |
| 2000 | MTV Movie Awards                    | Big Daddy - Un papà speciale     | "Migliori in un duo televisivo"                                              | Candidato/a | Candidato/a     |
| 2000 | Blockbuster Entertainment Awards    | Big Daddy - Un papà speciale     | "Miglior attore non protagonista – Commedia"                                 | Candidato/a | Candidato/a     |
| 2000 | Young Artist Award                  | Big Daddy - Un papà speciale     | "Migliore prestazione in un film – Eta adolescenziale e pre-adolescienziale" | Candidato/a | Candidato/a     |
| 2006 | Young Artist Award                  | Zack e Cody al Grand Hotel       | "Migliore prestazione in una serie TV (Commedia o Dramma)"                   | Candidato/a | Candidato/a     |
| 2007 | Kids' Choice Awards                 | Zack e Cody al Grand Hotel       | "Miglior attore televisivo"                                                  | Candidato/a | N.D.            |
| 2007 | Young Artist Awards                 | Zack e Cody al Grand Hotel       | "Migliore prestazione in una serie TV (Commedia o Dramma)"                   | Candidato/a | Candidato/a     |
| 2007 | Popstar Magazine's Poptastic Awards | Zack e Cody al Grand Hotel       | "Miglior attore televisivo"                                                  | Candidato/a | Candidato/a     |
| 2008 | Kids' Choice Awards                 | Zack e Cody al Grand Hotel       | "Miglior attore televisivo"                                                  | Candidato/a | Candidato/a     |
| 2008 | Popstar Magazine's Poptastic Awards | Zack e Cody al Grand Hotel       | "Miglior attore televisivo"                                                  | Candidato/a | Candidato/a     |
| 2009 | Kids' Choice Awards                 | Zack e Cody al Grand Hotel       | "Miglior attore televisivo"                                                  | Candidato/a | Vincitore/trice |
| 2009 | Popstar Magazine's Poptastic Awards | Zack e Cody sul ponte di comando | "Miglior attore televisivo"                                                  | Candidato/a | Candidato/a     |
| 2010 | Kids' Choice Awards                 | Zack e Cody sul ponte di comando | "Miglior attore televisivo"                                                  | Candidato/a | Vincitore/trice |
| 2011 | Kids' Choice Awards                 | Zack e Cody sul ponte di comando | "Miglior attore televisivo"                                                  | Candidato/a | Vincitore/trice |

## Doppiatori italiani
Nelle versioni in italiano delle opere in 
cui ha recitato, Dylan Sprouse è stato doppiato da:
- Mattia Nissolino in Zack e Cody sul ponte di comando, Zack e cody - Il film
- Jacopo Castagna in Zack e Cody al Grand Hotel, La vita secondo Jim
- Davide Perino in After 2, Uno splendido disastro
- Erica Necci in Big Daddy - Un papà speciale
- Alessandro Mottini in Ingannevole è il cuore più di ogni cosa
- Manuel Meli ne Il principe e il povero
- Jacopo Bonanni ne I gemelli del goal
- Gabriele Donolato ne Il mio finto ragazzo

Nelle versioni in italiano delle opere in cui  ha recitato, Cole Sprouse è stato doppiato da:
- Manuel Meli in Zack e Cody al Grand Hotel, Zack e Cody sul ponte di comando, Zack e Cody - Il film, Il principe e il povero, La vita secondo Jim, A un metro da te
- Erica Necci in Big Daddy - Un papà speciale
- Alessandro Mottini in Ingannevole è il cuore più di ogni cosa
- Flavio Aquilone in Friends
- Jacopo Bonanni ne I gemelli del goal
- Mirko Cannella in Riverdale
- Federico Campaiola in Sognando Marte